# Sagha II
Moro Naba Sagha II (né ? - mort le 12 novembre 1957), était un roi (Mogho Naaba) de Ouagadougou au Burkina Faso intronisé en 1942 comme 35e Mogho Naaba.

## Biographie
Ousmane Congo succède à son père le Mogho Naaba Koom II en 1942 sous le nom de Naba Sagha II. Il est à cette époque Lieutenant dans l'Armée coloniale française en Côte d'Ivoire. Il prête serment d'allégeance au Régime de Vichy mais après de débarquement des alliés en Afrique-du-Nord il se rallie au gouvernement du Général de Gaulle. Après la guerre, Naaba Sagha II obtient en juin 1947 la reconstitution de la Haute-Volta dans les limites de 1932 et il est l'un des fondateurs de l'Union Voltaïque (U.V.). Il meurt le 12 novembre 1957 et il a comme successeur son fils qui lui succède le 28 novembre sous le nom de Naaba Kougri.

## Source
- Yamba Tiendrebeogo dit Naba Abgha, « Histoire traditionnelle des Mossi de Ouagadougou », Journal de la Société des Africanistes, t. 33, fasc. 1,‎ 1963, p. 7-46 (ISSN 0399-0346, e-ISSN 1957-7850, DOI 10.3406/jafr.1963.1365).